# Menhir de l'Accomodement
Le menhir de l'Accomodement est un menhir situé à Montreuil-Bellay, en France.

## Localisation
Le menhir est situé dans le département français de Maine-et-Loire, sur la commune de Montreuil-Bellay.

## Historique
L'édifice est inscrit au titre des monuments historiques en 1967.